# Argent Canadian Tire
L'« argent » Canadian Tire est un programme de fidélisation par la chaîne de grandes surfaces Canadian Tire. Il est composé de bons émis par la société, qui ressemblent à la monnaie réelle (bien qu’ils soient beaucoup plus petits que les billets de la Banque du Canada), et peuvent être utilisés comme coupons de paiement dans les magasins Canadian Tire. Cependant, il n'est pas considéré comme une monnaie privée.

## Billets
Les billets sont imprimés sur du papier semblable à la véritable monnaie canadienne, et sont produits en commun par deux des imprimeurs de sécurité établis de longue date du pays, British American Banknote Company (BABN) et la Canadian Bank Note Company (CBN). En fait, certaines entreprises privées (au Canada) acceptent l'argent comme moyen de paiement car beaucoup des propriétaires de ces entreprises achètent au Canadian Tire. L'argent Canadian Tire s'accumule également sur les cartes de crédit MasterCard et Visa Option. Au mois de décembre 2009, une pièce d'un dollar fut lancée, son utilisation est la même que les coupons.
En avril 2018, Canadian Tire a annoncé qu'elle allait passer à Triangle Rewards, un programme de récompenses basé sur des cartes. Toutefois, les consommateurs qui ne possèdent pas la carte continueront à gagner de l'argent Canadian Tire en papier.

## Histoire et dynamique
Une facette reconnaissable de la marque communautaire est l'homme qui figure sur l'avers de chaque billet. Selon les représentants de Canadian Tire, le personnage fictif représenté est appelé Sandy McTire et porte un tam-tam et une moustache cirée stylisée. Il n'est basé sur aucun individu en particulier, mais on suppose qu'il représente un Écossais économe, le quidam des années 1950 du Canada des cols bleus.
Il a été introduit en 1958, et a été inspiré par Muriel Billes, l'épouse du cofondateur et premier président de Canadian Tire, Alfred J. Billes (en), en réponse aux cadeaux promotionnels que de nombreuses compagnies pétrolières offraient à l'époque. Il n'était disponible que dans les postes d'essence Canadian Tire, mais il a connu un tel succès qu'en 1961, il a été étendu aux magasins de détail également, et est devenu le programme de fidélisation le plus réussi de l'histoire du commerce de détail au Canada.
L'argent Canadian Tire est distribué pour les achats payés en espèces ou par débit, sur la base du total avant taxes, à l'exclusion des coûts de main-d'œuvre et de fournitures de magasin. Le taux du coupon initial était de 5 % du prix d'achat admissible, mais il a été ramené à 3 %, puis à 1,4 %, et il est maintenant[Quand ?] de 0,4 %. Les clients peuvent utiliser l'argent Canadian Tire pour acheter n'importe quoi dans le magasin. Les anciens coupons indiquent qu'ils sont échangeables dans les magasins et les stations d'essence Canadian Tire ; toutefois, les coupons produits au cours des quinze dernières années au moins ne portent pas cette mention et ne sont donc échangeables que dans les magasins. 
En Ontario, la loi et les bulletins sur la taxe sur les ventes au détail stipulent que « le coupon doit être remboursé par le franchisé ». En les soumettant à d'autres commerçants, ces derniers enfreignaient en fait la loi ontarienne en omettant d'inclure la remise dans la valeur des biens calculés pour être taxés. Certains commerçants acceptaient l'argent de Canadian Tire comme rabais, mais ne calculaient pas et ne remettaient pas les taxes de vente, comme l'exige la loi, et se voyaient ensuite infliger une amende pour cette pratique ; il s'agit d'un problème récurrent. 
En 2012, Canadian Tire a lancé un programme pilote pour rendre son argent « plastique », afin d'en faire un programme de fidélité plus gérable et plus facile à suivre.

## Dénominations
En 1958, cinq coupures différentes (composées de 5 cents, 10 cents, 25 cents, 50 cents et 1 dollar) ont été émises. La révision de 1962 comprenait l'introduction de quatre valeurs inférieures (1 à 4 cents) et de douze valeurs supérieures, dont 35 et 60 cents. Une série de six coupures a été introduite en 1985, dont les 3 cents, 5 cents, 10 cents, 25 cents, 40 cents, 50 cents et 1 $. Un billet de 2 $ a été ajouté en 1989, et le 3 cents a été abandonné en 1991.
En outre, l'argent Canadian Tire peut être gagné électroniquement sur des cartes de crédit Canadian Tire telles que la carte MasterCard Canadian Tire Options. Cette dernière peut être utilisée partout où la carte MasterCard est acceptée et permet de gagner de l'argent Canadian Tire, quel que soit l'endroit où elle est utilisée pour effectuer un achat, partout dans le monde. La MC est traitée comme une monnaie réelle par la franchise et ne peut être directement échangée contre de la monnaie canadienne réelle pour les clients. Si un article acheté avec de l'argent Canadian Tire est retourné, le client reçoit soit de l'argent Canadian Tire, soit le montant indiqué sur une carte cadeau. Si un article est acheté en espèces ou par carte et est retourné pour un remboursement, le client reçoit le remboursement moins la valeur de la marque communautaire émise sur l'article, à moins que la marque communautaire ne soit également retournée.
Le 2 décembre 2009, dans le cadre d'une opération annoncée, Canadian Tire a distribué la première pièce de monnaie Canadian Tire, échangeable à l'achat d'au moins 40 dollars de marchandises. Une autre opération similaire coïncidant avec les Jeux olympiques d'hiver de 2010 a suivi en 2010, avec une collection hivernale de trois pièces supplémentaires. Les pièces peuvent être dépensées de la même manière que les billets classiques.

## Utilisation au-delà du Canadian Tire
- Fin 2004, à Moncton, au Nouveau-Brunswick, plusieurs clients d'un distributeur automatique de la Banque Canadienne Impériale de Commerce ont reçu au total 11 billets d'argent Canadian Tire au lieu de vrais billets. Ils ont été dédommagés par la banque[15] ;
- Culturellement, l'argent Canadian Tire est parfois évoqué par les comédiens : peut-être comme une version nationale de l'argent du Monopoly, peut-être en invoquant une comparaison péjorative de la valeur des dollars canadiens par rapport aux dollars américains, ou peut-être comme un élément exotique mal compris de la société canadienne ;
- Au milieu des années 1990, un homme en Allemagne a été pris en flagrant délit de contrefaçon de billets Canadian Tire d'une valeur allant jusqu'à 11 millions de dollars. Il a été retrouvé avant qu'il ne parte au Canada pour le dépenser[16] ;
- En 2012, le musicien Corin Raymond a financé en partie son album « Paper Nickels » grâce à une campagne de collecte de fonds invitant les fans à faire don de leur argent Canadian Tire non utilisé[17] ;
- Le restaurant ontarien « The Works » accepte l'argent Canadian Tire, en paiement de son burger « Crappy Tire », lui-même nommé d'après un terme familier bien connu pour Canadian Tire[18].
- Un billet de 10 cents a été émis par la société entre le 30 juin et le 2 juillet 2017 pour célébrer le 150e anniversaire de la Confédération du Canada en 1867 dans le cadre des festivités nationales[19].